# 아우미르 지 소우자 프라가
아우미르 지 소우자 프라가 (1969년 3월 26일 ~ )는 브라질의 전 축구 선수이다.

## 통계
| 브라질 | 브라질 | 브라질 |
| 연도   | 출전   | 골     |
| ------ | ------ | ------ |
| 1990   | 1      | 0      |
| 1991   | 1      | 0      |
| 1992   | 0      | 0      |
| 1993   | 3      | 0      |
| 합계   | 5      | 0      |